# Bomba all'idrogeno

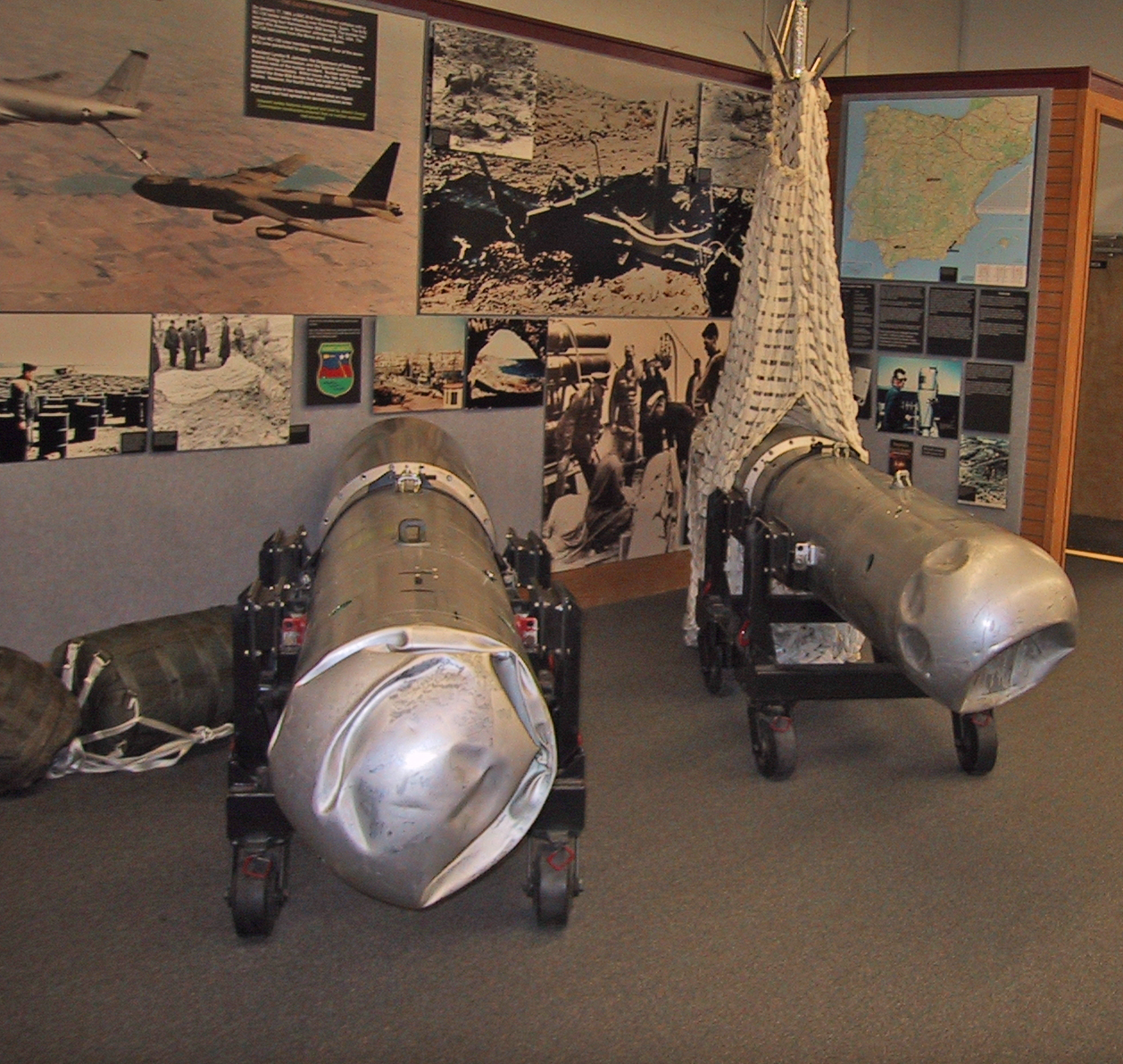
I due involucri delle bombe B28 recuperate dopo l'incidente di Palomares, in mostra al National Atomic Museum di Albuquerque

La bomba all'idrogeno, o arma termonucleare, è un ordigno esplosivo la cui energia è in gran parte prodotta da una reazione a catena di fusione nucleare.
Appartiene al gruppo delle armi nucleari e costituisce, sul piano costruttivo, una evoluzione della bomba atomica, basata sul principio della fissione nucleare. La bomba a fusione è un ordigno a due stadi: contiene al suo interno una bomba a fissione che fornisce l'altissima temperatura e pressione istantanee necessarie per innescare la reazione a catena di fusione nell’idrogeno (solitamente in forma di trizio) contenuto nell'involucro dell'ordigno. L'aggettivo “termonucleare” si riferisce al fatto che l'innesco della reazione a catena di fusione è dovuto alla temperatura, a differenza di quanto avviene per il materiale fissile in una bomba atomica.
Una caratteristica preminente dell'arma termonucleare è che, a differenza delle bombe a fissione, non esiste un limite teorico alla sua potenza, poiché, non essendoci una soglia di massa critica per la fusione, è teoricamente possibile utilizzare una qualsivoglia quantità di idrogeno.
La prima bomba a fusione nucleare fu prodotta dagli Stati Uniti all'inizio degli anni cinquanta; il suo schema di funzionamento è noto come schema Teller-Ulam, dal nome dei due ideatori. Al tempo delle prime sperimentazioni quest'arma divenne nota al pubblico come 'bomba all'idrogeno' o 'bomba H' (o chiamata, in gergo mediatico, la "superbomba"), enfatizzando le sue spaventose caratteristiche di potenza, superiore a quella delle bombe a fissione e virtualmente illimitata. Nel linguaggio moderno si usa di solito il termine proprio arma termonucleare. Negli arsenali militari di oggi, questo tipo di ordigni in genere non ha le caratteristiche di immensa potenza che aveva negli anni cinquanta e sessanta, ma la tecnologia termonucleare è utilizzata anche per armi di potenza più ridotta, che rappresentano la grande maggioranza delle testate nucleari attuali.
L'arma termonucleare è un'arma di distruzione di massa; il trattato di non proliferazione nucleare ne limita il possesso e la produzione da parte degli Stati.

## Storia
Nell'aprile del 1946, nel corso di un incontro scientifico a Los Alamos, Edward Teller sostenne la fattibilità della bomba all'idrogeno e si dichiarò favorevole alla sua realizzazione; altri scienziati manifestarono invece il loro scetticismo sulla possibilità di realizzare l'arma o, come Robert Oppenheimer, si dichiararono contrari alla sua costruzione per motivi etici. Nel gennaio del 1950, qualche mese dopo il test positivo della prima bomba atomica sovietica, il presidente statunitense Harry Truman ordinò di realizzare un programma per la costruzione della bomba all'idrogeno. Sotto la guida di Teller, un gruppo di scienziati comprendente il matematico Stanisław Ulam si radunò a Los Alamos per lavorare al programma.
La prima bomba H degli Stati Uniti d'America fu sperimentata il 1º novembre 1952, mentre l'Unione Sovietica sperimentò il suo primo ordigno (alla cui realizzazione contribuì molto Andrej Dmitrievič Sacharov) nell'agosto del 1953. Seguirono il Regno Unito, la Cina, la Francia e l'India rispettivamente nel 1957, 1967, 1968 e 1998. Nel 1961, in una serie di test nucleari, l'Unione Sovietica fece esplodere la bomba Zar, la più potente bomba mai realizzata prima, che liberò un'energia pari a 3.125 volte la bomba a fissione Little Boy lanciata su Hiroshima. 
Il 3 settembre 2017 la Corea del Nord ha annunciato di aver fatto esplodere una bomba termonucleare, fatto verificato dai sismografi che hanno percepito un terremoto di 6.8 gradi della scala Richter nella penisola coreana.

## Descrizione
In questo tipo di bomba l'energia liberata deriva oltre che dalla fissione nucleare anche dalla fusione termonucleare fra nuclei di isotopi diversi dell'idrogeno: il deuterio e il trizio. Nel caso della bomba al deuterio e trizio, tale processo avviene secondo una reazione nucleare del tipo:
2H + 3H → 4He + n + 17,6 MeV
Il trizio non è di per sé presente nella composizione iniziale della bomba ma viene prodotto dall'urto di neutroni veloci contro nuclei dell'isotopo del litio avente numero di massa 6 e nuclei di deuterio secondo queste due reazioni nucleari:
6Li + n → 3H + 4He + 4,8 MeV
e
2H + n → 3H + 6,2 MeV
La temperatura e la pressione elevatissime necessarie affinché avvenga la fusione termonucleare nonché i neutroni veloci indispensabili per generare l'idrogeno 3 vengono forniti, come già detto, da una bomba A.
A differenza della bomba atomica a fissione, per la quale le dimensioni massime sono vincolate dal fatto che le singole masse di uranio o plutonio prima dell'innesco devono essere tutte inferiori alla massa critica, con quella H non vi è alcuna limitazione teorica di potenza: tale potenza è una funzione a scalino di un certo numero di variabili. 
Analogamente alla bomba A, la bomba H può essere installata su diversi sistemi d'arma: aerei, missili balistici, missili lanciati da sottomarini, ma a differenza della bomba A la bomba H non è mai stata impiegata in operazioni belliche.

### Caratteristiche
La bomba all'idrogeno è un ordigno esplosivo a due stadi, cioè un assemblaggio che contiene una bomba a fissione montata insieme a un fusto contenente un preparato a base di un isotopo dell'idrogeno (solitamente trizio). La bomba atomica fornisce l'energia necessaria all'innesco della fusione nucleare della massa di idrogeno presente nel contenitore, la cui geometria costruttiva di solito include all'interno ulteriori elementi di materiale fissile (come cilindri cavi di uranio). La fusione nucleare, infatti, è un processo che può essere innescato solo portando l'idrogeno a temperature dell'ordine di molti milioni di gradi centigradi e da pressioni altissime, e la bomba atomica è l'unico dispositivo in grado di fornire tale energia in modo istantaneo. L'innesco della fusione nucleare è termico, da ciò deriva il nome dell'ordigno.
L'ideazione e la realizzazione di questo tipo di arma, che furono affidate al fisico statunitense Edward Teller tra la fine degli anni quaranta e l'inizio degli anni cinquanta, all'epoca erano motivate dall'intenzione di produrre un tipo di ordigno di potenza superiore alla bomba atomica, poiché a differenza di ciò che avviene con una bomba a fissione, non c'è un limite di progettazione intrinseco alla potenza di una bomba a fusione. Le bombe all'idrogeno però non sono necessariamente progettate per essere ordigni più potenti delle bombe atomiche, in effetti le armi termonucleari presenti negli arsenali moderni sono per la maggior parte ordigni con una potenza contenuta che si potrebbe ottenere anche utilizzando la sola fissione. Il principale motivo per cui si sceglie di produrre testate termonucleari anziché a semplice fissione, al giorno d'oggi, è che ciò consente di utilizzare meno materiale fissile per ottenere la stessa potenza, e perché ciò favorisce l'efficienza e la miniaturizzazione delle testate.

### Bombe di tipo Teller-Ulam

Fasi dell'esplosione di una bomba all'idrogeno.

Il classico tipo di bombe a fusione fu progettato da Edward Teller e Stanisław Ulam impiegando un'esplosione a tre stadi (fissione-fusione-fissione): viene spesso applicato ai missili balistici intercontinentali con testata nucleare di elevato potenziale. In questo tipo di ordigno la fissione è provocata da una bomba ad implosione e in più è presente un involucro esterno (detto tamper) costituito da un cilindro di uranio 238 contenente il solido composto da litio e deuterio (deuteruro di litio) oltre a una canna vuota di plutonio 239 posta al centro del cilindro. La necessaria separazione tra la bomba a fissione e il cilindro è permessa da uno scudo in uranio 238 e da una schiuma che riempie in sicurezza gli spazi vuoti rimasti.
Una volta che la bomba a fissione viene fatta brillare si verifica una serie complessa di eventi:
1. i raggi X dovuti allo scoppio della bomba a implosione riscaldano l'intero nucleo, mentre le protezioni prevengono una detonazione prematura;
2. il riscaldamento provoca un forte aumento di pressione che comprime il deuterio solido;
3. nel frattempo comincia un processo di fissione nella canna di plutonio, il che provoca emissione di radiazioni e di neutroni;
4. l'urto fra questi neutroni e il litio porta alla formazione di trizio;
5. a questo punto si verifica la vera e propria fusione;
6. all'enorme energia e calore appena sviluppati si aggiungono quelli della fissione indotta nei frammenti di uranio 238 interni all'ordigno (provenienti da cilindro e scudo);
7. le energie prodotte da fissione e fusione si sommano dando vita ad una potentissima esplosione nucleare, dell'ordine di grandezza di numerosi megatoni.

L'intero processo dura 600 ns.

### Danni

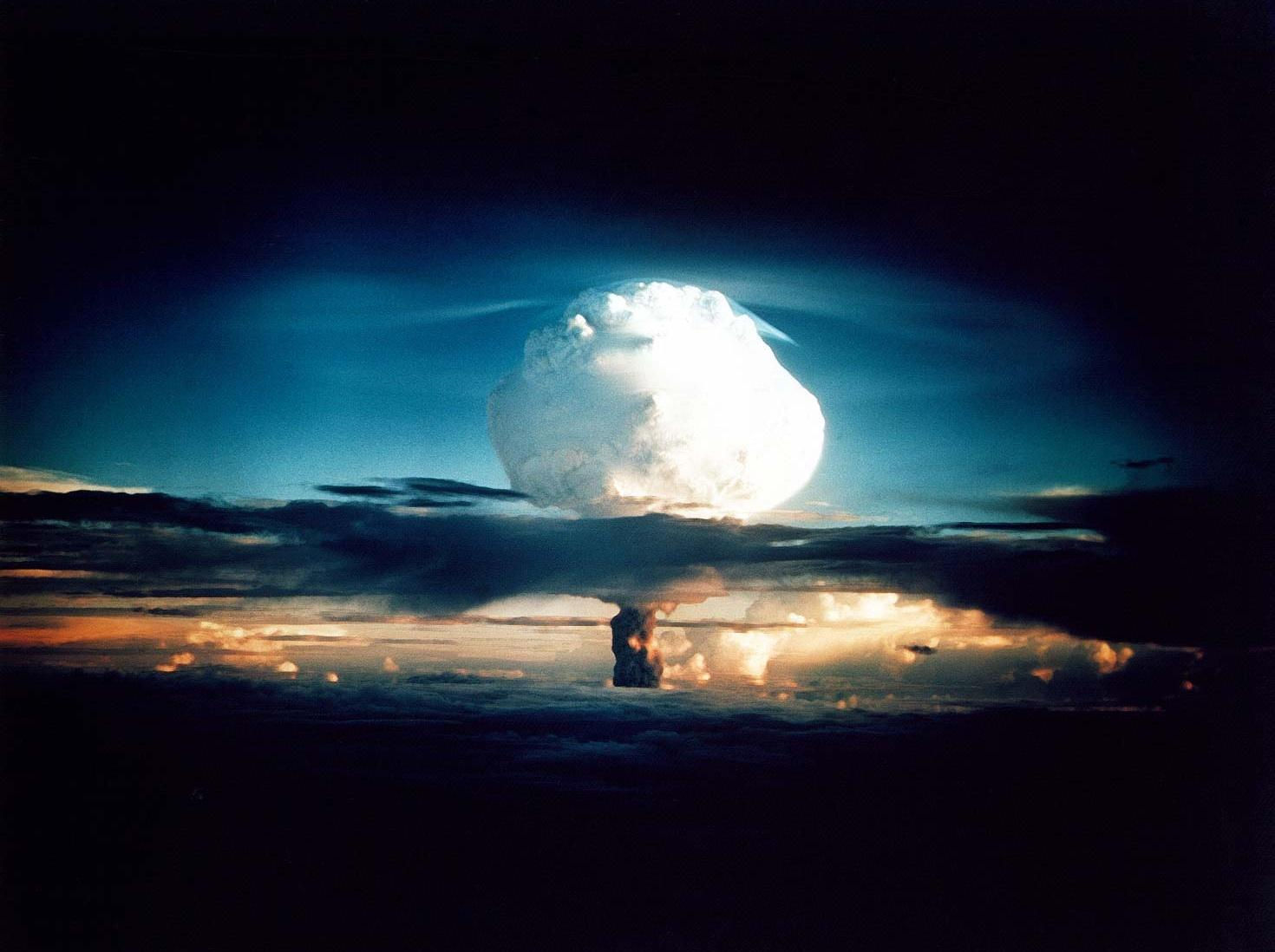
Esplosione della prima bomba termonucleare della storia: il test Ivy Mike.

Sono quattro i fattori distruttivi dovuti all'esplosione di un ordigno nucleare:
1. onda di calore fino a 20 milioni di gradi Celsius in corrispondenza del punto di detonazione;
2. onda d'urto;
3. emissione di radiazioni (direttamente con l'esplosione e tramite successivo fallout radioattivo);
4. effetto EMP (Electro Magnetic Pulse), questo scoperto solo a partire da alcuni test nucleari dei primi anni sessanta.

Le esplosioni nucleari possono essere a loro volta classificate in cinque tipi:
1. aero-alte: esplosione nella stratosfera, con forte rilascio di particelle alfa e beta e scarso rilascio di radiazioni gamma, che però vengono fermate dall'atmosfera; nessun danno agli esseri umani ma viene rilasciato un gigantesco impulso elettromagnetico (EMP) che distrugge qualunque apparecchiatura elettronica non protetta da adeguata schermatura o funzionante con valvole termoioniche; inoltre vengono azzerate le comunicazioni radio per un certo periodo a causa dei disturbi;
2. aero-basse: esplosione nell'atmosfera a poche centinaia di metri di altezza, con forte rilascio di particelle alfa e beta e scarso rilascio di radiazioni gamma, letali nel raggio di diversi chilometri in un tempo breve. Scarso fall-out nucleare;
3. superficiali: esplosione a terra, con forte rilascio di radiazioni gamma, e scarso rilascio di particelle alfa e beta; elevata ricaduta radioattiva dovuta alle polveri sollevate, pesantemente contaminate. Danni anche di tipo sismico alle cose, ma minori effetti immediati sulle persone;
4. sotterranee: nessun rilascio di particelle, che vengono schermate dal terreno, e di onde elettromagnetiche. Forte onda sismica, proporzionale alla potenza dell'arma. È usata principalmente nei test per le armi nucleari;
5. sottomarine.

## Alcuni modelli di bomba all'idrogeno

### Stati Uniti d'America
- Bomba termonucleare Mark 17
- Bomba termonucleare Mark 21
- B41
- Bomba termonucleare B53
- B61
- B83

### Unione Sovietica
- Bomba Zar